# 久宥茜
久宥 茜（くゆう あかね、1989年9月17日 - ）は、日本のグラビアアイドル、女優、声優である。東京都出身。

## 略歴
2010年、テレビドラマ『ハンチョウ〜神南署安積班〜』や『クローン ベイビー』に出演。
2011年、初のDVD『あかねリボン』をリリース。
2012年6月、DVD『ミルキーハニー』をリリース。この頃より、「TSUTAYAプリンセス」のオーディションに参加して、2013年1月にグランプリの一人に選ばれる。同年9月、DVD『茜色の想い…』をリリース。23歳の誕生日を迎えたことについては、「23歳は私の中で勝負の年で、23歳で絶対に売れたいという思いがあるんで、今年は今まで以上に色んな場面で活躍したい」と語った。
2014年11月、所属していた事務所・アヴィラとの契約を終了。
2017年5月1日、桐生朱音に改名し、声優ユニット『ピュアリーモンスター』に加入する。所属事務所はアミュレート。
2020年3月14日、ピュアリーモンスターを卒業、声優業を含む全ての芸能活動を引退した。

## 人物
- かつてはメイドカフェの店員として働いていたことがある[6]。
- 2012年時点ではゲームアイドルを目指しており、「いつかゲームの仕事がしてみたい」と語っている[3]。
- プライベートでも持っているほど、ナース服が好きである[7]。

## 作品

### DVD
1. あかねリボン（2011年9月24日、竹書房）
2. SWINUTION（2012年3月23日、トリコ）
3. ミルキーハニー（2012年6月22日、イーネット・フロンティア）
4. 茜色の想い…（2012年9月22日、トリコ）
5. 茜色の誘惑（2012年12月21日、トリコ）
6. 茜色の吐息（2013年2月20日、ラインコミュニケーションズ）
7. あかねといっしょ!（2013年6月28日、シャイニングスターエンターテイメント）
8. スカーレット（2014年2月28日、エスデジタル）

### 舞台
- W-Speak第二回公演『笑劇コスメ』「愛と勇気」「ミライ」「後輩部」（2012年4月26日 - 4月29日、池袋・シアターKASSAI）
- W-Speak第三回公演『笑劇SUMMER』「花火が終わるまでに」「海の家」（2012年8月23日 - 8月26日、池袋・シアターKASSAI）
- W-Speak第四回公演『笑劇LOVERS』「忍　〜くノ一〜」「帰ってきたキス部」（2012年12月26日 - 12月30日、池袋・シアターKASSAI）
- GULL COMPANY vol.1「その日/比類なき明日の君へ」（2013年11月20日 - 23日、Basement MONSTAR）